# Daniel Karam Toumeh
Daniel Karam Toumeh (Ciudad de México, 15 de marzo de 1973) es un político y economista mexicano, miembro del Partido Acción Nacional.

## Trayectoria
Es Licenciado en Economía por el ITAM. Es Maestro en Administración Pública en la Escuela de Gobierno John F. Kennedy de la Universidad de Harvard.
De 1996 a 1998 fue Secretario Particular y Asesor del director general de Planeación Hacendaria en la Secretaría de Hacienda y Crédito Público (SHCP). 
En el 2000 trabajó en ADP / Mercer Management Consulting como Consultor Asociado. De marzo de 2001 a septiembre de 2002 se desempeñó como Vicepresidente del despacho Hill and Knowlton México, donde diseñó e implementó programas de comunicación y promoción para corporaciones y productos de la industria farmacéutica, financiera y de telecomunicaciones, también tuvo relación con medios de comunicación e inversionistas para los que diseñó e implementó campañas de cabildeo.
De 2002 a 2003 se desempeñó como Coordinador de Asesores de la Dirección de Incorporación y Recaudación del Seguro Social en el Instituto Mexicano del Seguro Social (IMSS), y de 2004 a 2006, fue Coordinador de Fiscalización del IMSS.
De febrero a agosto de 2006 participó como asesor en materia de propuestas y discurso durante la campaña presidencial de Felipe Calderón. Posteriormente, en el equipo de transición del presidente electo, fue responsable de los proyectos de salud y seguridad social.
En diciembre de 2006, fue director de Finanzas del Instituto Mexicano del Seguro Social (IMSS) y en abril de 2007 fue nombrado Comisionado Nacional de Protección Social en Salud. https://web.archive.org/web/20171126185030/http://www.seguro-popular.salud.gob.mx/
El 3 de marzo de 2009, el presidente Calderón lo nombró director general del Instituto Mexicano del Seguro Social (IMSS), en sustitución de Francisco Molinar Horcasitas.
En 2015, Hill+Knowlton Strategies nombró a Karam como presidente y director general para México y líder de la práctica de Asuntos Públicos de Latam como parte de un movimiento estratégico para identificar sectores claves en desarrollo.

## Influenza
En abril de 2009, como titular del IMSS, tuvo que enfrentar fue el brote de  Influenza, el virus H1N1  que por varios días paralizó la economía del país. Junto con el presidente Calderón y el titular de la Secretaría de Salud, tomó medidas para prevenir la propagación de este virus como la cancelación de clases, eventos masivos y cierre de restaurantes. A pesar de que el brote fue menos fuerte del esperado, fueron estas medidas las que permitieron acotar el impacto y alcance de la enfermedad, así como definir el tratamiento para su manejo y cura.
En mayo del 2015, participar como coautor del libro  “La influenza mexicana y la pandemia que viene”, al lado de José Luis Romo, Juan Lozano, Mauricio Ortiz, Roberto Albiztegui y Santiago Echevarría Zuno y publicado por siglo XXI,  en donde describe su experiencia al frente del IMSS durante el surgimiento del virus, el tratamiento de la información, la coordinación de los servicios de salud y la toma de decisiones para su combate.

## Caso ABC
El 5 de junio del 2009 se reportó el incendio de la  Guardería ABC en Hermosillo, Sonora, el cual provocó la muerte de 49 niños y niñas. El trágico suceso llevó a los padres de familia de las víctimas a exigir el esclarecimiento de los hechos por parte del IMSS, al ser una guardería subrogada por el Instituto.
Como titular del IMSS,  fue el encargado de encabezar las mesas de diálogo y dar seguimiento a la investigación. A principios del 2010 fue señalado por integrantes de la Suprema Corte de Justicia de la Nación como un posible responsable del incendio de la guardería ABC y aunque fue exonerado, tres jueces del Tribunal Supremo, consideraron incorrecto el proceder de Karam en el caso. 
Karam fue citado a varias  comparecencias ante el H. Congreso de la Unión para esclarecer la responsabilidad de los involucrados y el nombre de los dueños de la guardería en cuestión.
A su salida del IMSS,  Daniel Karam aseguró que dejaba un Instituto orden, caminando y con retos bien diagnosticados.